# Lady Hutton
Lady Hutton är en tidigare lustyacht byggd 1924 vid Krupp Germaniawerft i Kiel i Tyskland, 
ombyggd till hotell- och restaurangfartyg, sedan 1982 med fast plats vid Södra Riddarholmshamnen på Riddarholmen, Stockholm. Hotell- och restaurangrörelsen fick namnet "Mälardrottningen".

## Beskrivning
Fartygets första namn var Vanadis och beställaren var Mr C.K.G Billings från New York. Fartyget var hans andra yacht och dåtidens största dieseldrivna yacht. 
Vanadis köptes 1930 av Woolworth's-miljonären Hutton, vilken skänkte fartyget till sin dotter societetskvinnan Barbara Hutton. Hon sålde yachten redan 1940 till brittiska Royal Navy. Efter andra världskriget fanns hon i Panama och därefter fungerade hon som skolskepp i Norge från 1948. I augusti 1952 satte dåvarande ägaren A/S Larvik-Fredrikshavn-fergen fartyget i trafik mellan Helsingborg och danska Århus. Namnet var då Cort Adeler. Linjen gav dock ett kraftigt ekonomiskt underskott och lades ned efter säsongen 1953. Under 1950-talet kunde man se henne vid Stadsgårdskajen i Stockholm. Hon användes även ett antal år som passagerarskepp till och från Åbo.
År 1980 började en ombyggnad till hotell- och restaurangfartyg som avslutades 1982. Hotell- och restaurangrörelsen fick namnet Mälardrottningen, ett smeknamn på Stockholm som har funnits åtminstone sedan slutet av 1800-talet.
Sedan september 1982 ligger hon förtöjd vid Södra Riddarholmshamnen i Stockholm. Idag (2011) är hon familjeägd genom Mälardrottningen Holding AB. Det är Barbara Huttons namn som fartyget bär numera, det vill säga Lady Hutton.

## Fartygsnamn
Innan fartyget fick sitt nuvarande namn hade hon döpts om inte mindre än tio gånger:
1. Vanadis (1924-1926)
2. Warrior (1926-1937)
3. Vanadis (1937-1939)
4. Warrior (1939-1940)
5. Troubadour (1940-1948)
6. King (1948-1950)
7. Cort Adeler (1950-1954)
8. Brand VI (1954-1960)
9. Marina (1960)
10. Gann (1960-1978)
11. Vikingfjord (1978-1981)

## Bilder

### Exteriör

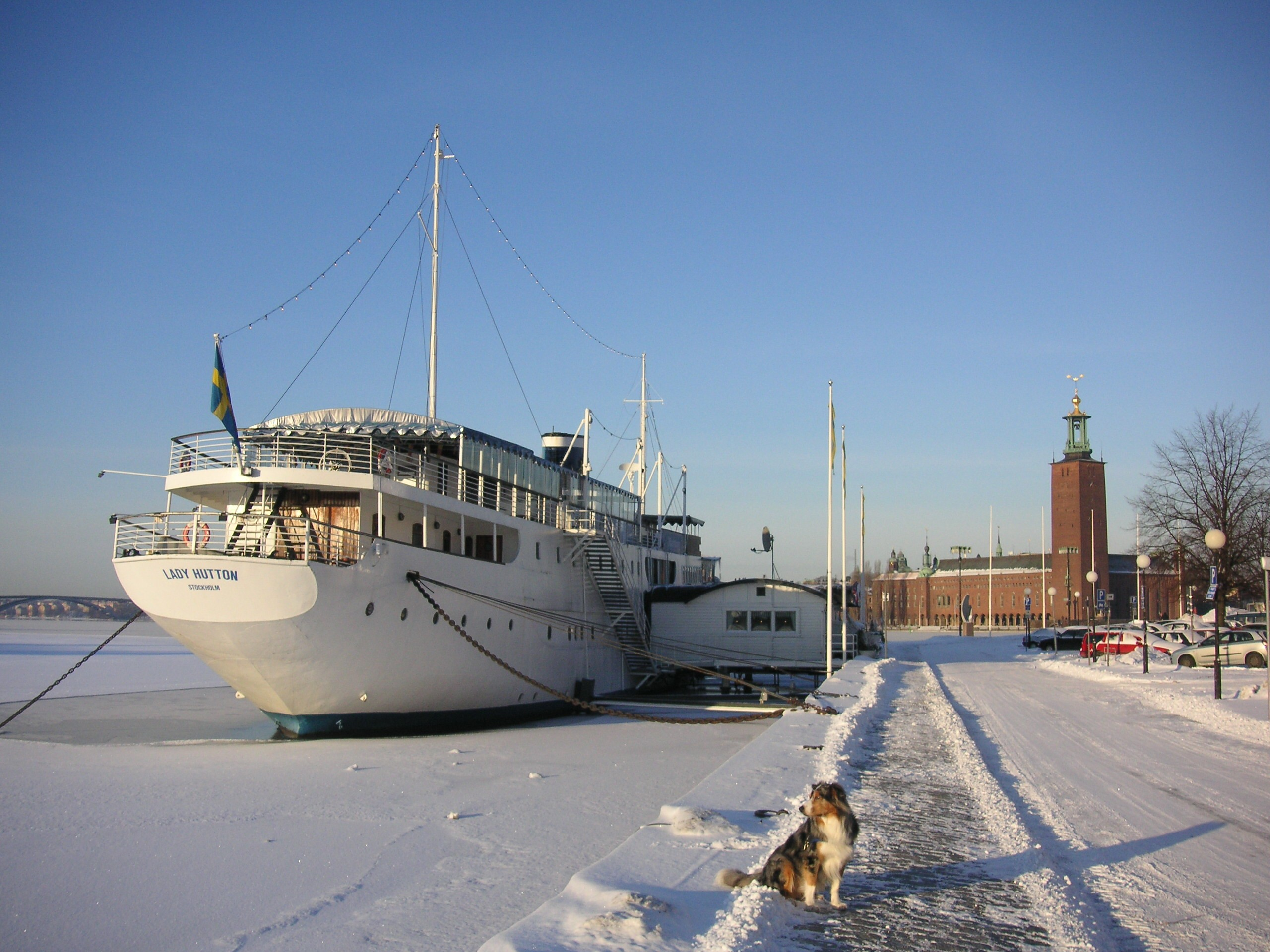
Riddarholmen 2006
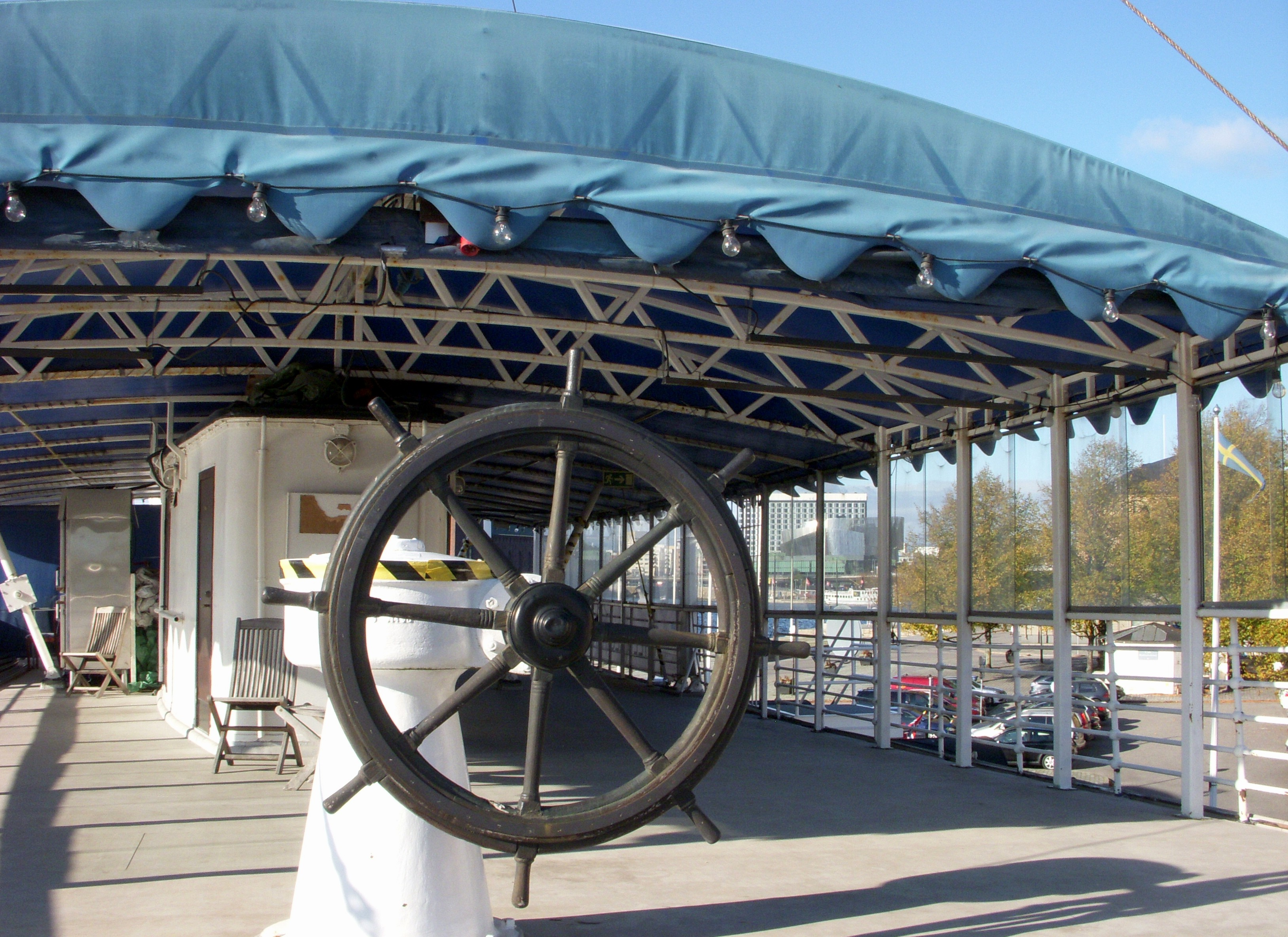
Övre däck
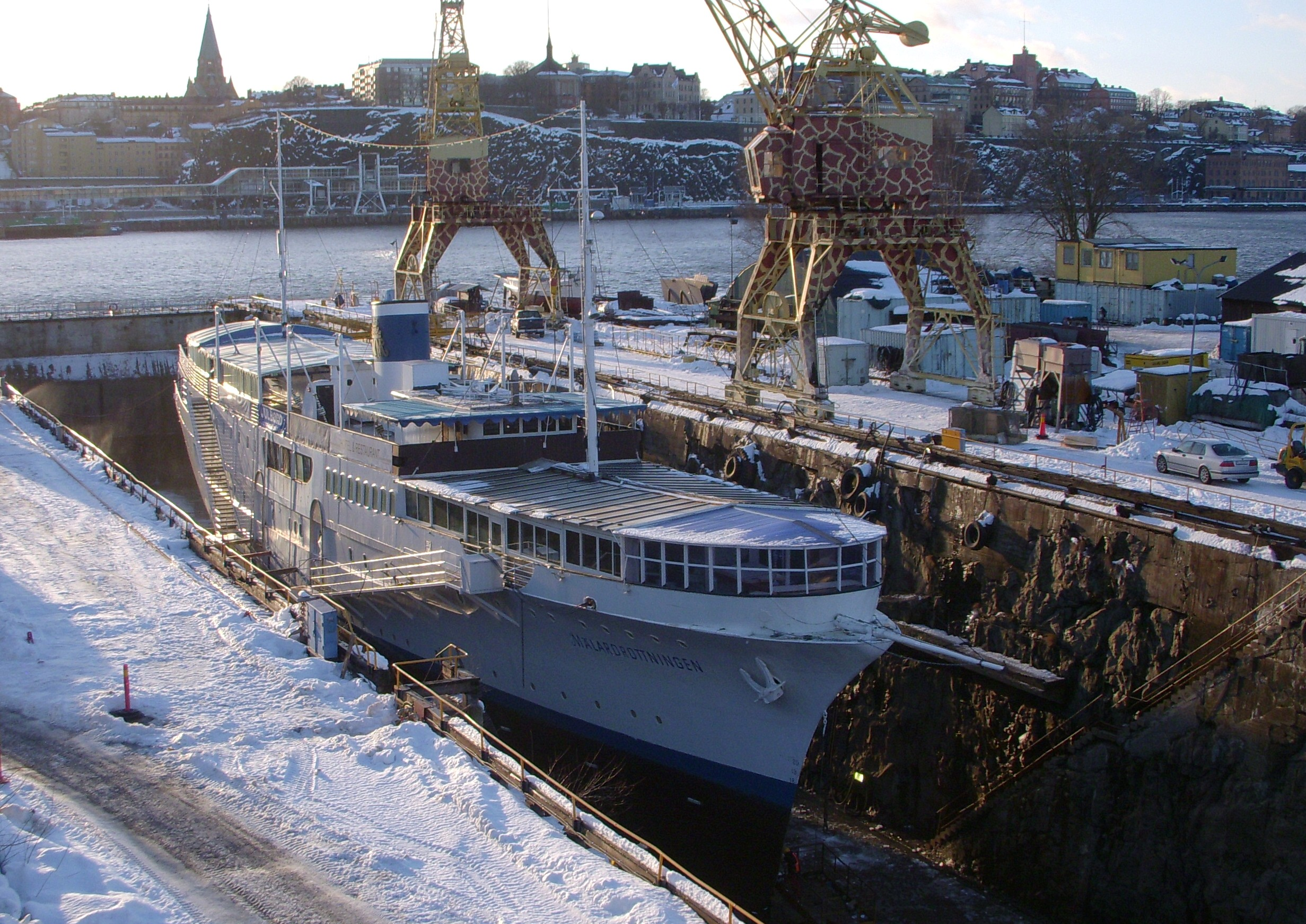
Renovering i Gustav V-dockan

### Interiör

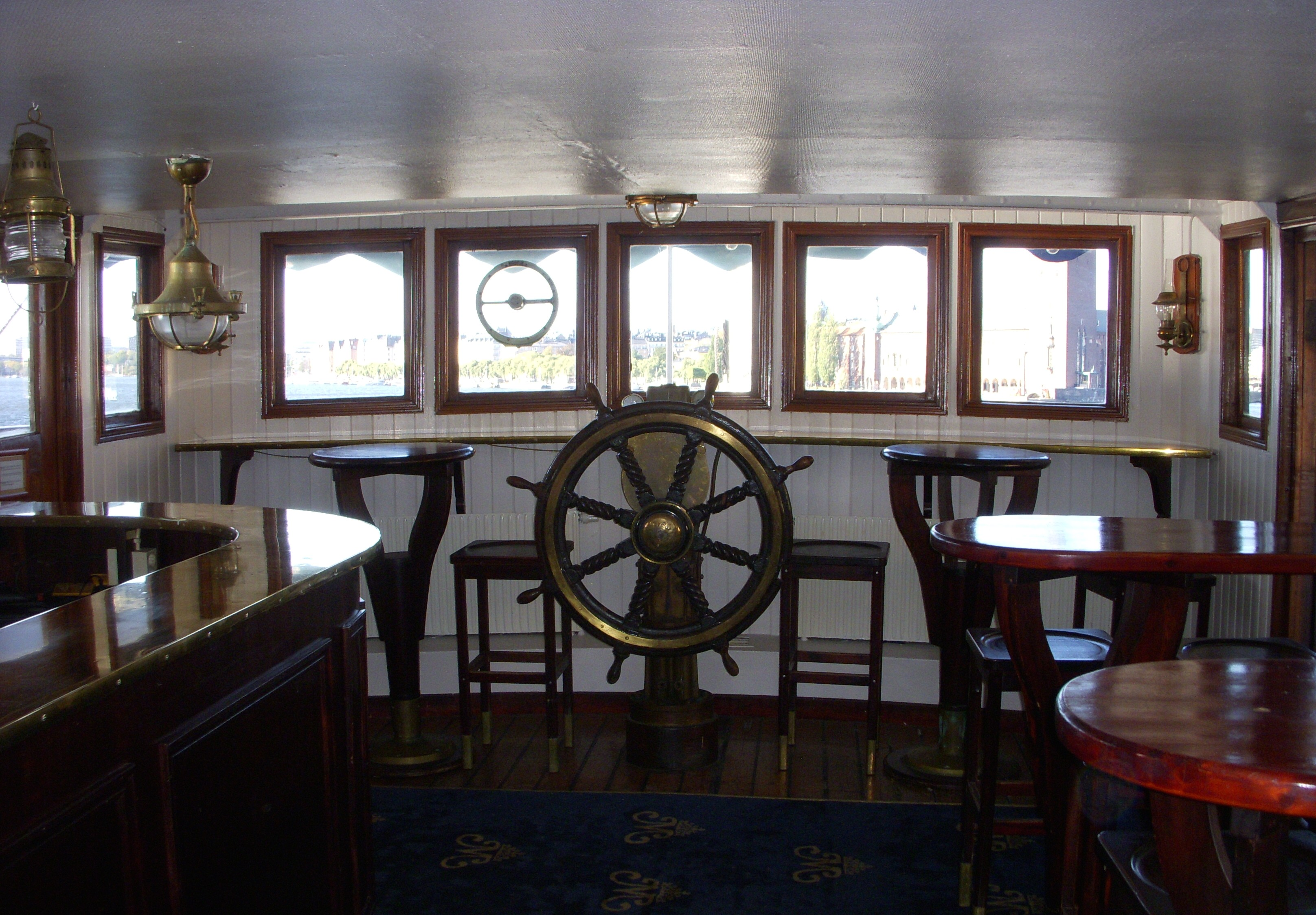
Mälardrottningen styrhytt
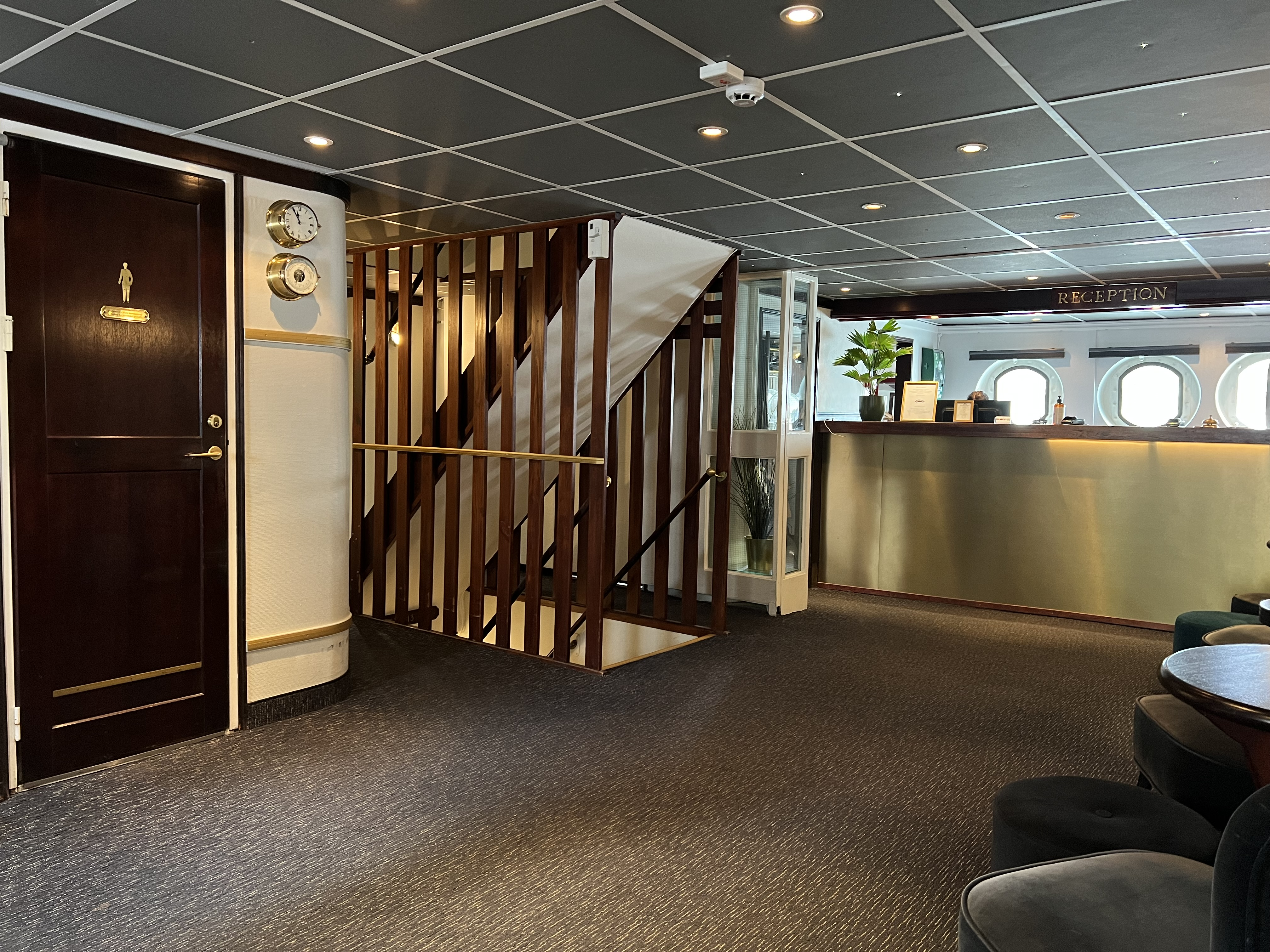
Reception
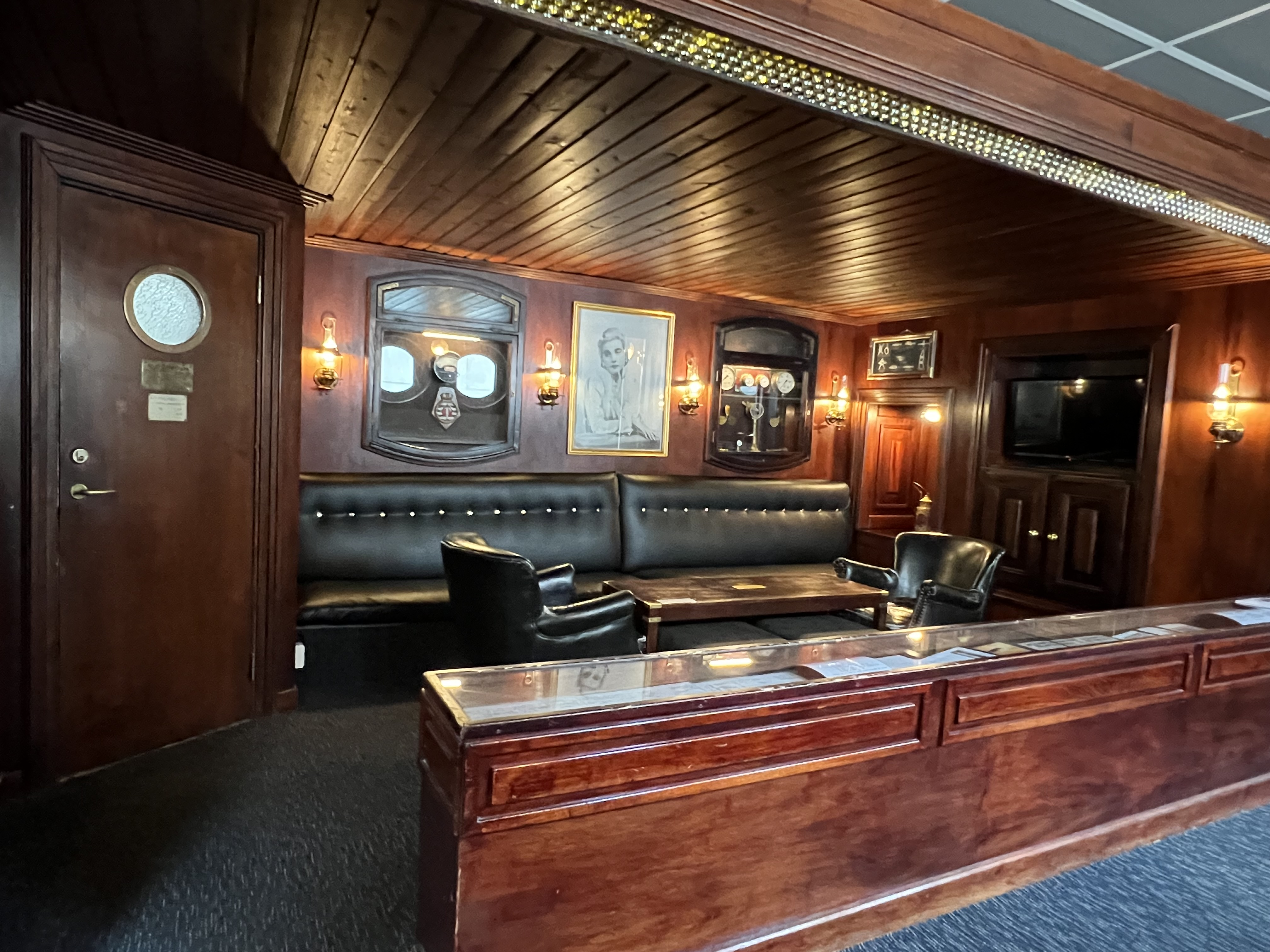
Lounge
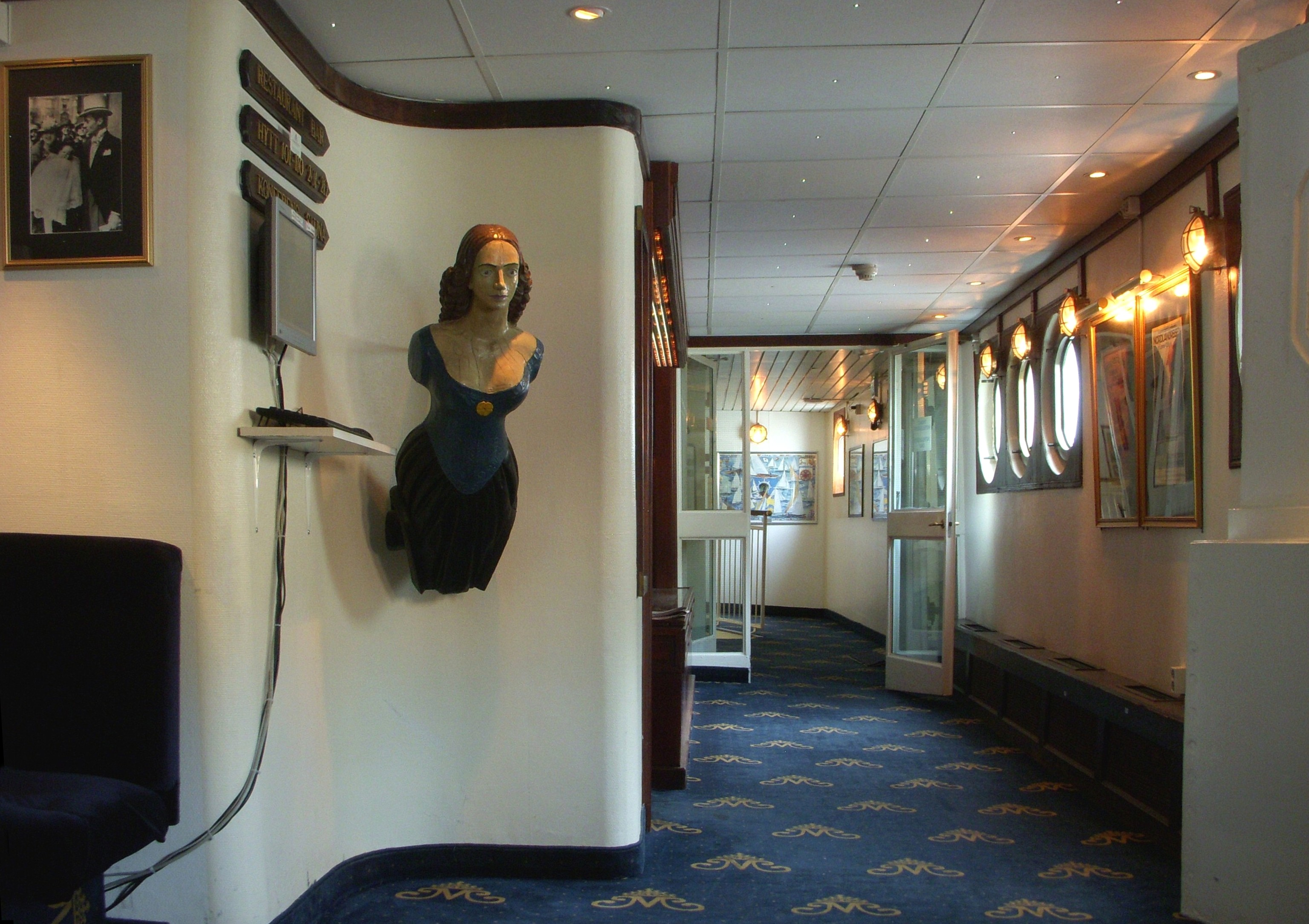
Korridor